# 非理法権天
非理法権天（ひりほうけんてん）は、近世日本の法観念を表しているとされる法諺。

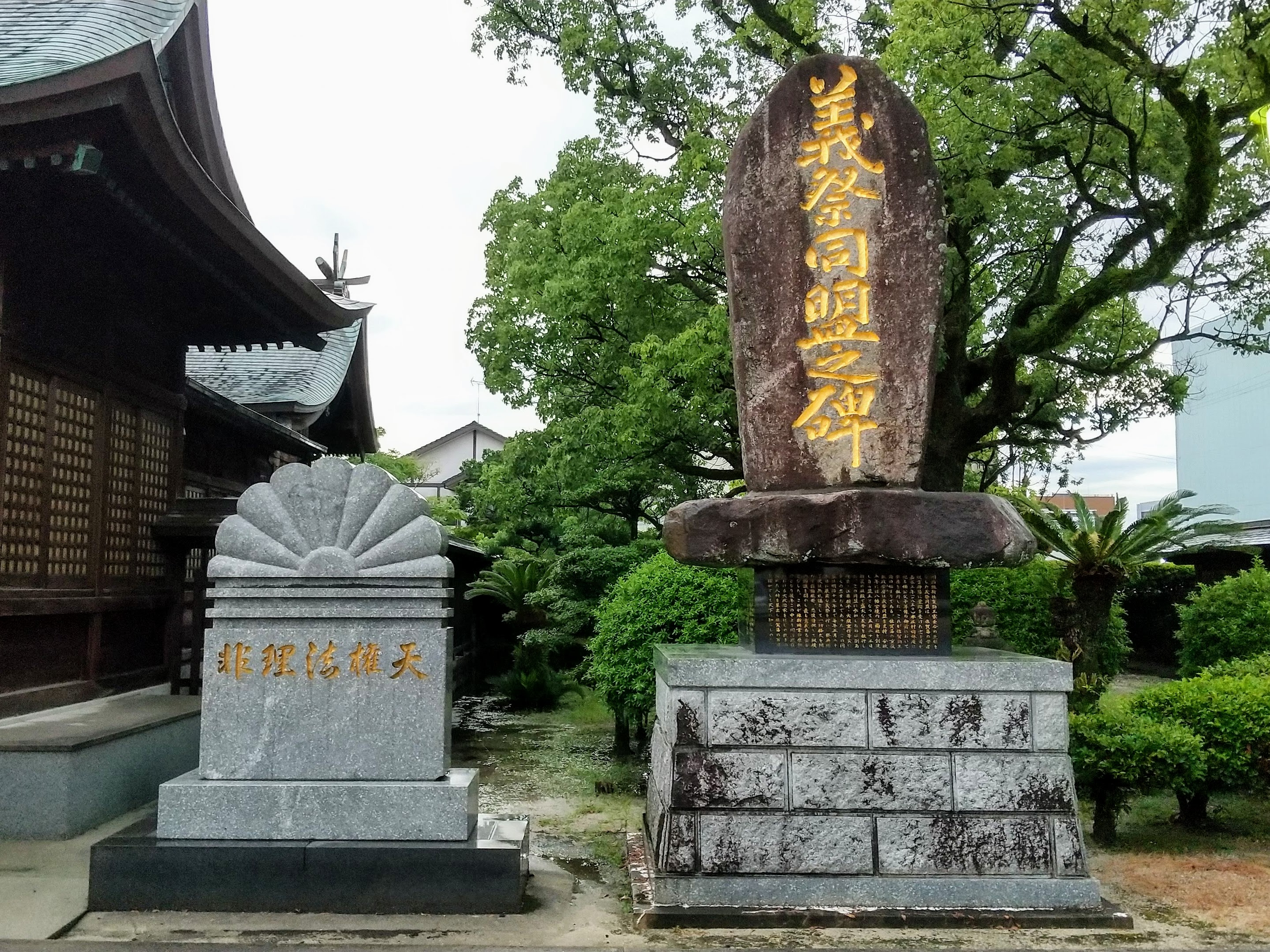
佐賀県 龍造寺八幡宮境内社楠神社横の非理法権天碑（左）と義祭同盟之碑

## 意義
江戸時代中期の故実家伊勢貞丈が遺した『貞丈家訓』には、「無理（非）は道理（理）に劣位し、道理は法式（法）に劣位し、法式は権威（権）に劣位し、権威は天道（天）に劣位する」と、非理法権天の意味が端的に述べられている。非とは道理の通らぬことを指し、理とは人々がおよそ是認する道義的規範を指し、法とは明文化された法令を指し、権とは権力者の威光を指し、天とは全てに超越する「抽象的な天」の意思を指す。非理法権天の概念は、儒教の影響を強く受けたものであるとともに、権力者が法令を定め、その定めた法令は道理に優越するというリアリズムを反映したものであった。
非理法権天は、中世日本の法観念としばしば対比される。この時代において基本的に最重視されたのが「道理」であり、「法」は道理を体現したもの、すなわち道理=法と一体の者として認識されていた。権力者は当然、道理=法に拘束されるべき対象であり、道理=法は権力者が任意に制定しうるものではなかったのである。こうした中世期の法観念が逆転し、権力者が優越する近世法観念の発生したことを「非理法権天」概念は如実に表している。

## シンボル
南北朝時代に楠木正成が「非理法権天」の菊水旗を掲げたとする説があるが、これは瀧川政次郎らの考証により江戸時代に作られた伝承であることが明らかとなっている。しかし、非理法権天の由来が正成に仮託されたことで尊皇思想に結びつけられ、その過程で「天」は天子、すなわち天皇であり、全てに超越するという思想が一部に生まれた。
非理法権天の概念は、太平洋戦争以前から海軍大学校の講義の題材として用いられ、教官であった寺本武治が「非理法権天の五段弁証法」として説いた。
大戦末期、天一号作戦の一環として沖縄に向かっていた戦艦大和には、「非理法権天」が印された幟（大楠公戦闘旗指物）が戦闘旗の下に掲げられていたといわれる。